# Coole (Westmeath)
Pour les articles homonymes, voir Coole.
Coole est un village situé dans le Comté de Westmeath en Irlande, sur la route régionale R395. Situé sur un plateau qui domine la partie de la tourbière d'Allen, la tourbe cultivée pour la consommation de carburant pour les fins de Bord na Mona, le gouvernement appartenant à l'industrie de la production de tourbe et de plante de jardin sol de compost produits par Harte Peat Ltd, une société privée et des entreprises, Bord na Mona.
Le village est allongé sur une série de carrefours et d'croisée des chemins. Ces régionales et communales routes connecter à Castlepollard à l'est, Coolure, près de Lough Derravaragh au sud, et Abbeylara au nord-ouest dans le pays voisin, le comté de Longford. Un autre chemin communal d'accès et traverse les basses-terres de marais, de machines permettant l'accès à la zone.
Le village se compose d'un pub, un bureau de poste, un magasin, une église, et un établissement de soins. Il y a une école primaire, qui a reçu une extension attendue de longue date, et un hôtel de ville local où ont lieu des manifestations. Au cours des dernières années a vu la création d'un jardin de légumes biologiques frais, où les produits biologiques peuvent être achetés.